# Wanikua
Els wanikua són un poble indígena veneçolà viuen a l'estat Amazones, habiten els voltants del Casiquiare i del riu Negro. Actualment són 2.815 membres.

## Forma de vida
En l'economia viuen de la agricultura, recol·lecció, caça i pesca. En l'agricultura primer s'encarreguen de buscar un terreny apte i preparar el conuco, aquesta activitat és realitzada pels homes. Seguidament les dones són les encarregades de la sembra. Tenen en compte les èpoques de l'any i fases de la Lluna.

## Llengua
La llengua dels Wanikua és una varietat lingüística de la llengua dels arauacs. A més parlen castellà que va ser introduït missioners catòlics que és utilitzat normalment per a intercanvis comercials amb els criolls.